# Władysław Chwalibogowski
Władysław Chwalibogowski herbu Nałęcz (ur. 1 lutego 1892 w Bolechowie, zm. po 19 marca 1939) – major dyplomowany kawalerii Wojska Polskiego.

## Życiorys
Urodził się 1 lutego 1892 w Bolechowie, w ówczesnym powiecie dolińskim Królestwa Galicji i Lodomerii, w rodzinie Leona.
Pełnił zawodową służbę wojskową w cesarskiej i królewskiej Armii. W czasie I wojny światowej walczył w szeregach Pułku Ułanów Nr 6. Na stopień nadporucznika został awansowany ze starszeństwem z 1 września 1915.
12 kwietnia 1919 został przyjęty do Wojska Polskiego z byłej armii austro-węgierskiej, z zatwierdzeniem posiadanego stopnia porucznika ze starszeństwem od dnia 1 listopada 1915 i przydzielony z dniem 1 listopada 1918 do 6 pułku ułanów. 27 sierpnia 1920 został zatwierdzony z dniem 1 kwietnia 1920 w stopniu rotmistrza, w kawalerii, w grupie oficerów byłej armii austro-węgierskiej. Pełnił wówczas służbę w Dowództwie Okręgu Generalnego Kraków. 1 czerwca 1921 pełnił służbę w 6 Pułku Ułanów.
3 maja 1922 został zweryfikowany w stopniu rotmistrza ze starszeństwem od 1 czerwca 1919 i 35. lokatą w korpusie oficerów jazdy (od 1924 – kawalerii). W 1923 pełnił obowiązki komendanta Kadry Szwadronu Zapasowego w Stanisławowie, a od następnego roku dowódcy szwadronu zapasowego. 1 grudnia 1924 prezydent RP nadał mu stopień majora z dniem 15 sierpnia 1924 i 12. lokatą w korpusie oficerów kawalerii. Później został przeniesiony do kadry oficerów kawalerii z jednoczesnym przeniesieniem służbowym do Departamentu II Ministerstwa Spraw Wojskowych w Warszawie. Z dniem 2 listopada 1926 został powołany do Wyższej Szkoły Wojennej w Warszawie, w charakterze słuchacza kursu normalnego 1926/28. Z dniem 31 października 1928, po ukończeniu kursu i otrzymaniu dyplomu naukowego oficera Sztabu Generalnego, został przydzielony do 6 Samodzielnej Brygady Kawalerii w Stanisławowie na stanowisko szefa sztabu. W marcu 1930 został przeniesiony do 1 Pułku Strzelców Konnych w Garwolinie na stanowisko zastępcy dowódcy pułku, a w marcu 1932 do 2 Dywizji Kawalerii w Warszawie na stanowisko szefa sztabu. W październiku 1933 został przeniesiony do Dowództwa Okręgu Korpusu Nr I. W marcu 1939 nadal pełnił służbę w DOK I na stanowisku kierownika Samodzielnego Referatu Ogólnego.

## Ordery i odznaczenia
- Krzyż Kawalerski Orderu Odrodzenia Polski – 10 listopada 1933 „za zasługi na polu wyszkolenia wojska”[25][26]
- Złoty Krzyż Zasługi – 1938 „za zasługi w służbie wojskowej”[27][28]
- Medal Pamiątkowy za Wojnę 1918–1921
- Medal Dziesięciolecia Odzyskanej Niepodległości

austriackie
- Srebrny Medal Zasługi Wojskowej z mieczami na wstążce Krzyża Zasługi Wojskowej dwukrotnie[4]
- Brązowy Medal Zasługi Wojskowej z mieczami na wstążce Krzyża Zasługi Wojskowej[4]
- Krzyż Wojskowy Karola[4]